# Surat Thani
Surat Thani (en tailandés: สุราษฎร์ธานี) es una ciudad al sur de Tailandia, capital de la provincia de Surat Thani. Tiene una población de 127.753 habitantes (2012) y un área de 68,97 kilómetros cuadrados.
Surat Thani se encuentra cerca de la desembocadura del río Tapi, en el golfo de Tailandia. La ciudad no ofrece atracciones turísticas en sí misma, por lo que es conocida por los viajeros como una transferencia a las islas de Ko Samui, Ko Pha Ngan y Ko Tao.
Es la octava ciudad más grande del país y un importante centro económico del sur tailandés.
Desde 1969 la ciudad es la sede de la Diócesis católica de Surat Thani, de la Conferencia Episcopal de Tailandia, responsable de alrededor de 6.000 cristianos católicos del sur del país.

## Historia

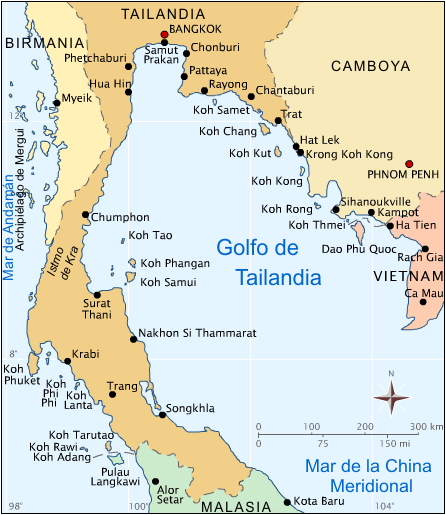
Mapa del golfo de Siam en el que aparece a la izq. Surat Thani

El tribunal de Monthon Chumphon se trasladó a la ciudad (entonces llamada Bandon) en 1915. Durante una visita del rey Rama VI, el 29 de julio de ese año, Bandon pasó a llamarse Surat Thani.
Durante la Segunda Guerra Mundial la administración provincial se trasladó de Tha Kham a Surat Thani, cerca de la orilla del río Tapi. El edificio donde funcionaba sufrió dos ataques: el 8 de diciembre de 1941, en una batalla en la invasión japonesa de Tailandia, y el 19 de marzo de 1982, cuando rebeldes comunistas pusieron un artefacto explosivo y murieron cinco personas. Tras este último atentado la sede de gobierno provincial se trasladó al sur de ciudad.

## Transporte
El aeropuerto de Surat Thani se encuentra a 25 kilómetros del centro de la ciudad. Tiene vuelos diarios desde y hacia Bangkok operados por Thai AirAsia, Nok Air y Thai Lion Air, así como frecuencias regulares a Chiang Mai y Kuala Lumpur (Malasia).
También cuenta con una estación de ferrocarril, operada por Thai Railways, ubicada a 12 kilómetros de la ciudad. La línea sur del ferrocarril (con Surat Thani como una de las paradas intermedias) conecta Malasia -al sur- con Bangkok -en el centro del país-, por lo que permite acceder desde Surat Thani a casi la totalidad del territorio tailandés, ya que desde la capital hay líneas hacia el oeste, el norte, el noreste y el este de Tailandia.
Además hay servicios de autobús desde tres terminales hacia el sur y el norte (principalmente a Bangkok) y hacia Krabi, Phang-Nga y Phuket desde la estación Phun Phin.
Por vía marítima se puede acceder a Ko Samui, Ko Pha Ngan y Ko Tao, con servicios diarios de transbordadores desde los muelles de Surat Thani.